# Helen Reeves
Helen Reeves (6 settembre 1980) è una canoista britannica.

## Palmarès

### Olimpiadi
- 1 medaglia:
  - 1 bronzo (Atene 2004 nel K-1)

### Mondiali
- 2 medaglie:
  - 2 bronzi (Bourg St.-Maurice 2002 nel K-1 a squadre; Augusta 2003 nel K-1 a squadre)